# Pedro Irala
Pedro Richard Irala Vergara (Fernando de la Mora, 14 aprile 1979) è un calciatore paraguaiano, centrocampista dell'Independiente FBC.